# Hospital Militar Gómez Ulla
L'Hospital Gómez Ulla, actualment conegut oficialment amb el nom d'Hospital Central de la Defensa Gómez Ulla, és un hospital militar situat a Madrid, al barri d'Carabanchel a l'antic terme de Carabanchel. Forma part del Ministeri de Defensa Espanyol.
L'hospital va ser fundat el 21 d'abril de 1896 com Hospital de Carabanchel.
Als temps de la Guerra del Rif va donar servei als ferits transferits des del Marroc i va ser reanomenat en honor de Mariano Gómez Ulla, un cirurgià militar espanyol que s'havia distingit prestant serveis als camps de batalla de les Guerres d'Àfrica.
Durant la Guerra Civil espanyola va atendre als ferits i convalescents de les Forces Armades de la República Espanyola i de les Brigades Internacionals, així com a la població civil afectada pels bombardejos de la ciutat durant l'assetjament de Madrid.